# مايلز كوبلاند الثالث
مايلز كوبلاند الثالث (بالإنجليزية: Miles Copeland III)‏ هو ملحن ومنتج أسطوانات أمريكي، ولد في 2 مايو 1944 في لندن في المملكة المتحدة.

## وصلات خارجية
- مايلز كوبلاند الثالث على موقع IMDb (الإنجليزية)
- مايلز كوبلاند الثالث على موقع ميوزك برينز (الإنجليزية)
- مايلز كوبلاند الثالث على موقع ديسكوغز (الإنجليزية)